# Свалёв (коммуна)
Коммуна Свалёв (швед. Svalövs kommun) — коммуна в лёне Сконе на юге Королевства Швеция. Административный центр коммуны — город Свалёв.

## География
Административно-территориальная единица местного самоуправления соседствует с коммунами Бьюв, Осторп, Эслёв, Чевлинге, Ландскрона и Хельсингборг.

## Местное самоуправление
Реформа местного самоуправления 1952 года сгруппировала 15 первоначальных образований в шесть более крупных муниципалитетов. В 1969 и 1971 годах они были объединены в нынешний муниципалитет.
Наиболее распространенной категорией жилья являются дома на одну семью.

## Населённые пункты
В таблице они перечислены в соответствии с численностью населения по состоянию на 31 декабря 2005 года. Муниципальное место выделено жирным шрифтом.
| # | населённый пункт | численность населения |
| - | ---------------- | --------------------- |
| 1 | Свалёв           | 3,344                 |
| 2 | Teckomatorp      | 1,644                 |
| 3 | Kågeröd          | 1,413                 |
| 4 | Billeberga       | 948                   |
| 5 | Röstånga         | 846                   |
| 6 | Tågarp           | 434                   |

## Достопримечательности
- Замок Троллехольм